# Complesso nuragico di Cabu Abbas
Il complesso nuragico di Cabu Abbas (o Riu Mulinu) è un sito archeologico situato nel comune di Olbia, in provincia della Gallura Nord-Est Sardegna.

## Descrizione

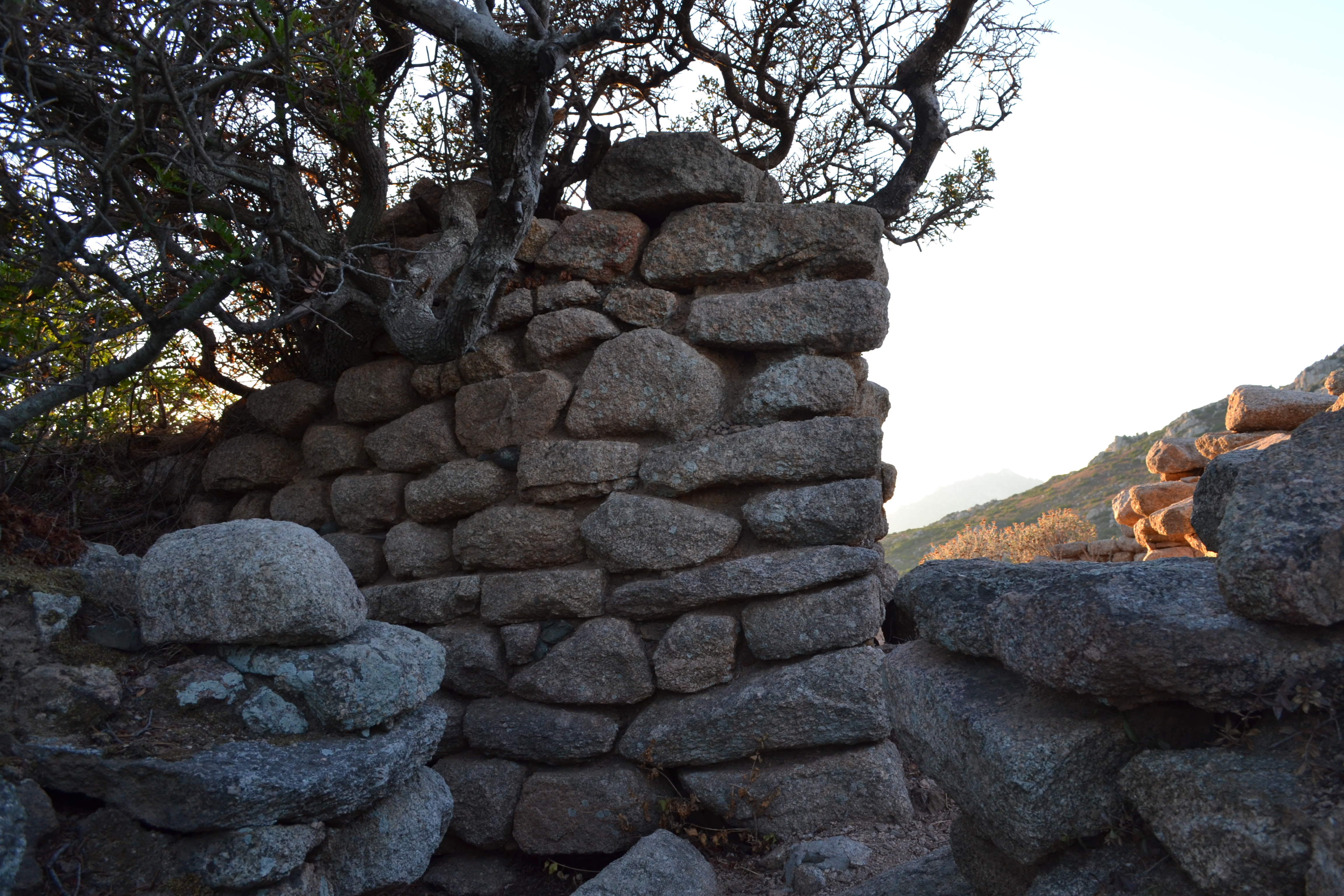
Mura

Il complesso, sito sulla cima del monte Colbu che domina la piana di Olbia, è costituito da un nuraghe e una muraglia.
Il nuraghe, circondato dalla muraglia che originariamente doveva superare i 5 metri di altezza e che presenta due ingressi (uno a nord e uno a sud), è di tipo monotorre. Nel corridoio di ingresso è presente una piccola nicchia e parte del vano scala che conduceva alla terrazza del piano superiore. La camera centrale, dove è presente un piccolo pozzo, aveva una copertura a thòlos.

## Scavi
Venne scavato da Doro Levi negli anni trenta; durante le ricerche furono rinvenuti oggetti in bronzo e ceramiche.

## Galleria d'immagini

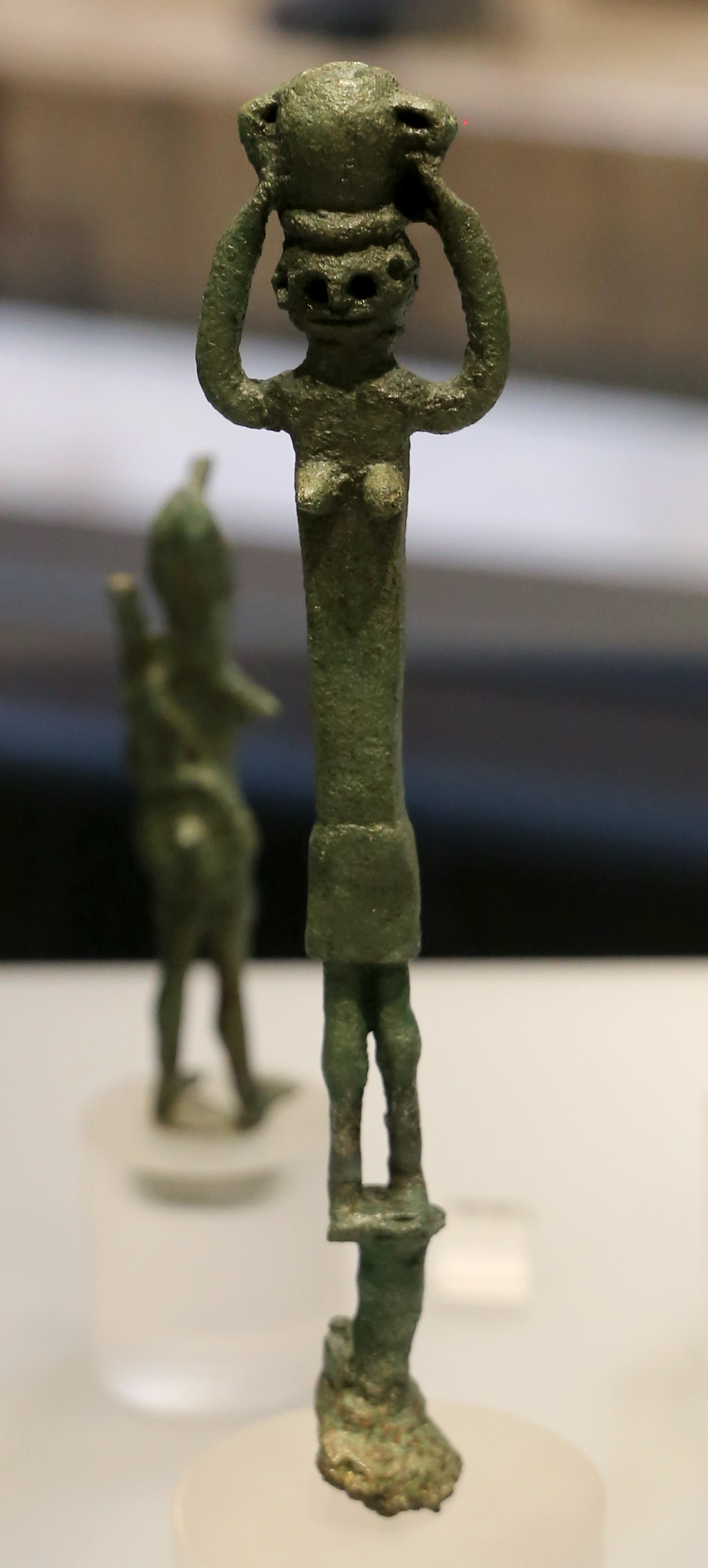
Bronzetto nuragico di figura femminile